# Historisches Museum (Herisau)
L'Historisches Museum Herisau ("Museo storico di Herisau"), o semplicemente Museum Herisau, è un museo a Herisau. La sua collezione è classificata dal governo svizzero come bene culturale di importanza nazionale. È il museo storico del Canton Appenzello Esterno e ha sede presso il vecchio municipio.

## Descrizione
Il museo è stato aperto nel 1946 presso la sede del vecchio municipio costruita nel 1827-1828 da Johannes Alder su un progetto di Hans Conrad Stadler. Il museo ha anche una sede distaccata nella frazione di Schwänberg.
Il museo offre una esposizione della storia e della cultura del Canton Appenzello Esterno dal medioevo all'età contemporanea. Nel museo si trova anche una sezione dedicata allo scrittore Robert Walser, al suo soggiorno a Herisau e alle sue opere.